# Lituania en los Juegos Paralímpicos de Londres 2012
Lituania estuvo representada en los Juegos Paralímpicos de Londres 2012 por once deportistas, nueve hombres y dos mujeres. El equipo paralímpico lituano no obtuvo ninguna medalla en estos Juegos.